# Sandra (film fra 1924)
Sandra er en amerikansk stumfilm fra 1924 instrueret af Arthur H. Sawyer.

## Medvirkende
- Barbara La Marr som Sandra Waring
- Bert Lytell som David Waring
- Leila Hyams som Mait Stanley
- Augustin Sweeney som Bob Stanley
- Maude Hill som Mrs. Stanley
- Edgar Nelson som Mr. Stanley
- Leon Gordon som Stephen Winslow
- Leslie Austin som Rev. William J. Hapgood
- Lillian Ten Eyck som Mimi